# Nitrosierung
Nitrosierung ist eine chemische Reaktion, mit der man eine Nitrosogruppe (-N=O) in eine organische Verbindung einführt. Man kann verschiedene Typen dieser Reaktion nach dem Bindungspartner der Nitrosogruppe unterscheiden.

## C-Nitroso-Verbindungen
C-Nitroso-Verbindungen wie Nitrosobenzol können durch Oxidation der entsprechenden N-Hydroxylamine mit Dichromat dargestellt werden.
RNHOH + [O] → RNO + H2O
Primäre Amine lassen sich mit Wasserstoffperoxid zu den entsprechenden Nitrosoverbindungen oxidieren.
Größere Bedeutung hat die direkte Nitrosierung von elektronenreichen Aromaten wie tertiären aromatischen Aminen oder Phenolen, sowie CH-aciden Verbindungen mit Natriumnitrit im Sauren. Die Einführung der Nitrosogruppe erfolgt dabei durch den elektrophilen Angriff des Nitrosylkations.

## N-Nitrosamine
N-Nitrosamine, die häufig krebserzeugend sind, entstehen aus Sekundären Aminen und Nitrit. Die Reaktion verläuft über Nitrosoniumionen (NO+):
NO2− + 2 H+ → NO+ + H2O
R2NH + NO+ → R2N-NO + H+

## O-Nitroso-Verbindungen
O-Nitroso-Verbindungen (Nitrite) sind formal Ester der (unbeständigen) Salpetrigen Säure.
ROH + HONO → RONO + H2O

## S-Nitroso-Verbindungen
S-Nitroso-Verbindungen (S-Nitrosothiole) entstehen bei der Kondensation eines Thiols mit Salpetriger Säure:
RSH + HONO → RSNO + H2O